# 李子元 (1917年)
李子元（1917年—1986年），男，直隶（今河北）威县人，中华人民共和国政治人物。

## 生平
1945年，担任中共冀南区威县县委书记。1947年，改任中共河南新野县委书记。1956年，担任中共广东省委农业办公室副主任、主任。1961年，升任中共广东省委常委。1975年，担任中共四川省委书记（多位省委书记中的一人）、四川省革委会副主任。